# Dracaena praetermissa
Dracaena praetermissa är en sparrisväxtart som beskrevs av Jan Justus Bos. Dracaena praetermissa ingår i släktet dracenor, och familjen sparrisväxter. Inga underarter finns listade i Catalogue of Life.